# Beaucamps-Ligny
Beaucamps-Ligny is een gemeente in het Franse Noorderdepartement (Frans: département du Nord) (regio Hauts-de-France). De plaats maakt deel uit van het arrondissement Rijsel. Aanvankelijk heette de gemeente Beaucamps, tot die in 1927 fusioneerde met het kleinere Ligny-en-Weppes tot Beaucamps-Ligny. De gemeente telde 845 inwoners op 1 januari 2022.

## Geografie
De oppervlakte van Beaucamps-Ligny bedroeg op 1 januari 2022 5,04 vierkante kilometer; de bevolkingsdichtheid was toen 167,7 inwoners per km².

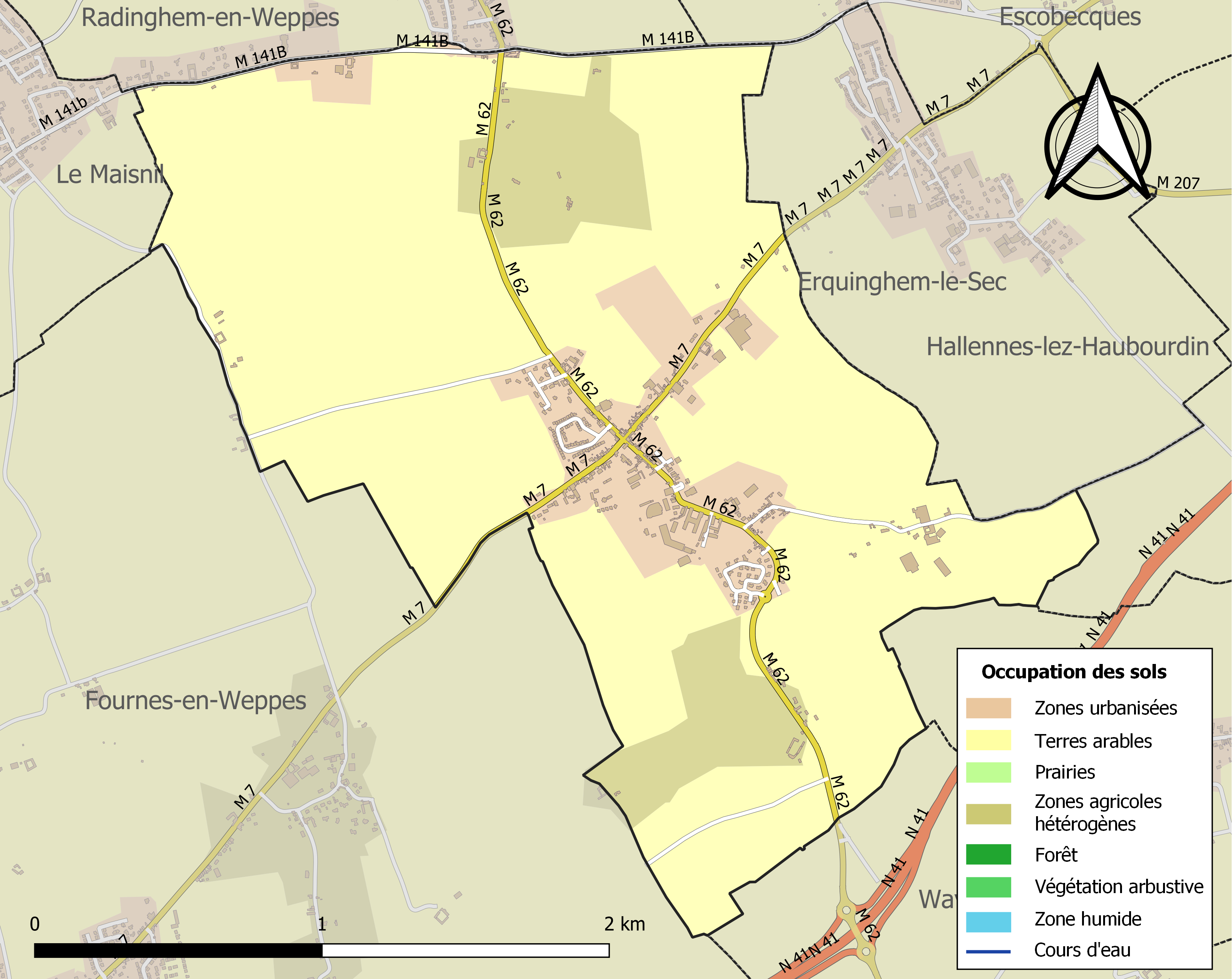
Kaart van de gemeente met belangrijkste infrastructuur, bodemgebruik en omliggende gemeenten

## Demografie
Onderstaande figuur toont het verloop van het inwonertal (bron: INSEE-tellingen).